# Jeu de simulation
Pour les articles homonymes, voir Simulation.

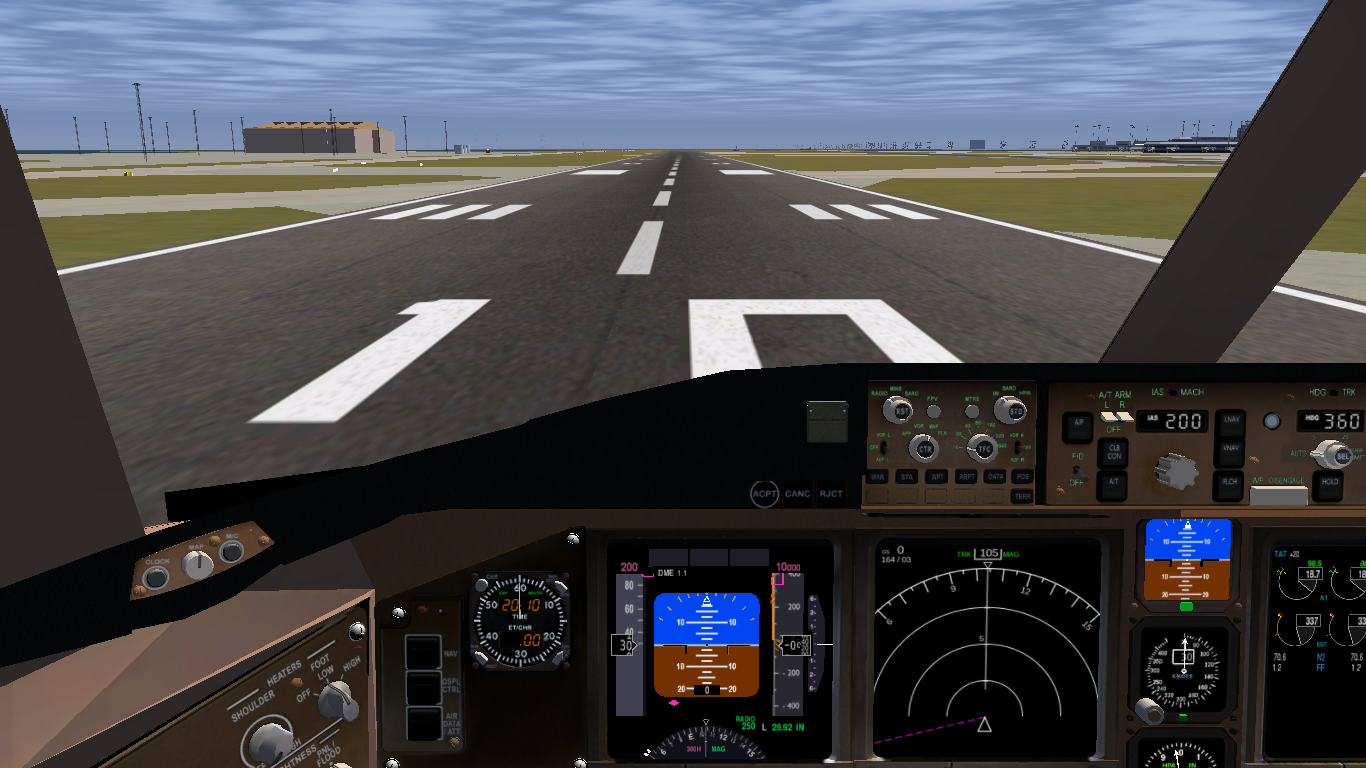
Vue cockpit sur FlightGear 3.0

Un jeu de simulation est un jeu (de société ou vidéo) qui reproduit une activité ou une action dans divers environnements. Les plus populaires sont les jeux économiques ou de gestion et les jeux de rôle. Lorsque la simulation porte sur une guerre ou une bataille réelle ou fictive, on parle plutôt de jeu de stratégie ou jeu de guerre dont le jeu de figurines est une forme de représentation.
- Les jeux de simulation se définissent par rapport à leur capacité d'interagir dans un environnement, de soumettre des propositions et d'interagir. Le jeu vidéo n'est pas un jeu de simulation si le scénario est déjà prédéfini, encadré pour le joueur et qu'il n'y a pas d'interaction telle qu'elle est définie.

- Le jeu vidéo permet de représenter grâce à l’ordinateur le fonctionnement d’une machine ou d’un système. L'expression jeux de simulation désigne alors la conduite ou le pilotage virtuels d'engins de toutes natures (avion, voiture, moto, navette spatiale, etc) ou de déplacement dans un environnement (biologie cellulaire…). On peut trouver également des simulateurs de système comme un radar (gestion de trafic aérien).

Le domaine de la simulation est vaste, et il peut croiser d'autres catégories.